# Swiss Open Gstaad 2021
Lo Swiss Open di Gstaad 2021 è stato un torneo di tennis maschile giocato su campi in terra rossa all'aperto. È stata la 106ª edizione del torneo, facente parte della categoria ATP Tour 250 dell'ATP Tour 2021. Si è svolto alla Roy Emerson Arena di Gstaad, in Svizzera, dal 19 luglio al 25 luglio 2021.

## Partecipanti

### Teste di serie
| Nazionalità | Giocatrice            | Ranking* | Testa di serie |
| ----------- | --------------------- | -------- | -------------- |
| Canada      | Denis Shapovalov      | 10       | 1              |
| Spagna      | Roberto Bautista Agut | 14       | 2              |
| Norvegia    | Casper Ruud           | 16       | 3              |
| Cile        | Cristian Garín        | 18       | 4              |
| Argentina   | Federico Delbonis     | 48       | 5              |
| Francia     | Benoît Paire          | 51       | 6              |
| Serbia      | Laslo Đere            | 57       | 7              |
| Spagna      | Feliciano López       | 90       | 8              |

* Ranking al 12 luglio 2021.

### Altri partecipanti
I seguenti giocatori hanno ricevuto una wild card per il tabellone principale:
- Johan Nikles
- Leandro Riedi
- Dominic Stricker

I seguenti giocatori sono passati dalle qualificazioni:

- Zizou Bergs
- Sandro Ehrat
- Vít Kopřiva
- Oscar Otte

I seguenti giocatori sono entrati in tabellone come lucky loser:
- Enzo Couacaud
- Kacper Żuk

### Ritiri
Prima del torneo
- Facundo Bagnis → sostituito da  Juan Ignacio Londero
- Roberto Carballés Baena → sostituito da  Tallon Griekspoor
- Federico Coria → sostituito da  Hugo Gaston
- Norbert Gombos → sostituito da  Dennis Novak
- Yannick Hanfmann → sostituito da  Kacper Żuk
- Philipp Kohlschreiber → sostituito da  Enzo Couacaud
- Kamil Majchrzak → sostituito da  Marc-Andrea Hüsler
- Dominic Thiem → sostituito da  Arthur Rinderknech
- Jo-Wilfried Tsonga → sostituito da  Marc Polmans
- Fernando Verdasco → sostituito da  Thiago Seyboth Wild

## Partecipanti al doppio

### Teste di serie
| Nazione     | Giocatore       | Nazione     | Giocatore        | Ranking* | Testa di serie |
| ----------- | --------------- | ----------- | ---------------- | -------- | -------------- |
| Paesi Bassi | Robin Haase     | Paesi Bassi | Matwé Middelkoop | 79       | 1              |
| Uruguay     | Ariel Behar     | Ecuador     | Gonzalo Escobar  | 96       | 2              |
| Monaco      | Hugo Nys        | Italia      | Andrea Vavassori | 130      | 3              |
| Svezia      | André Göransson | Danimarca   | Frederik Nielsen | 160      | 4              |

* Ranking al 12 luglio 2021.

### Altri partecipanti
Le seguenti coppie hanno ricevuto una wildcard per il tabellone principale:

### Ritiri
Prima del torneo
- Kamil Majchrzak /  Szymon Walków → replaced by  /  Szymon Walków
- Elias Ymer /  Mikael Ymer → replaced by  Dustin Brown /  Tristan-Samuel Weissborn

## Campioni

### Singolare
Casper Ruud ha sconfitto in finale  Hugo Gaston con il punteggio di 6–3, 6–2.
- È il quarto titolo in carriera per Ruud, il terzo della stagione.

### Doppio
Marc-Andrea Hüsler /  Dominic Stricker hanno sconfitto  Szymon Walków /  Jan Zieliński con il punteggio di 6–1, 7–6(7).